# Adaware
Adaware tidigare Lavasoft AB sysslar med antispionprogram, bland andra Ad-Aware. Bolaget grundades i Tyskland 1999 av Nicolas Stark och Ann-Christine Åkerlund. Lavasoft AB flyttade 2002 sitt huvudkontor till Göteborg. och 2011 såldes bolaget till Solaria Fund och flyttade huvudkontoret till Montreal, Canada.
Ad-Aware är ett antispionprogram och antivirusprogram utvecklat av Lavasoft som detekterar och tar bort  sabotageprogram (så kallad malware) på användarens dator. Enligt Lavasoft detekterar Ad-Aware skadlig programvara så som datorvirus, spionprogram, annonsprogram, trojaner, modemkapning, rootkit, datautvinning, aggressiv annonsering, webbläsarkapare och spårkomponenter.[källa behövs] enligt Ad-Awares hemsida har programmet laddats ner ca 390 miljoner gånger.